# Dissonants
| Recensione         | Giudizio |
| ------------------ | -------- |
| AbsolutePunk       |          |
| AllMusic           |          |
| Blunt              |          |
| Highlight Magazine |          |
| Mind Equals Blown  |          |
| Mosh               |          |
| New Noise Magazine |          |

Dissonants è il terzo album in studio del gruppo musicale australiano Hands Like Houses, pubblicato il 26 febbraio 2016.
Come il precedente album del gruppo, Dissonants ha ottenuto il plauso della critica australiana e statunitense. Si tratta inoltre del primo disco degli Hands Like Houses senza il tastierista Jamal Sabet, uscito dalla formazione nel 2014.
Nonostante non vi figuri nessun featuring vocale, l'album è ricco di collaborazioni con altri artisti per quanto riguarda la composizione dei brani, quali Caleb Shomo (frontman dei Beartooth), Blake Harnage (chitarrista dei Versa e parte del team di produzione del disco) e Lyndsey Gunnulfsen (cantante dei PVRIS).

## Tracce
Testi e musiche degli Hands Like Houses, eccetto dove indicato.
1. I Am – 4:19 (Hands Like Houses, Erik Ron)
2. Perspectives – 3:57 (Hands Like Houses, Ron)
3. Colourblind – 3:42 (Hands Like Houses, Mike Green)
4. New Romantics – 3:38 (Hands Like Houses, Caleb Shomo)
5. Glasshouse – 4:20 (Hands Like Houses, Shomo)
6. Division Symbols – 3:40 (Hands Like Houses, Green)
7. Stillwater – 3:48 (Hands Like Houses, Ron)
8. Momentary – 3:14
9. Motion Sickness – 3:35 (Hands Like Houses, Blake Harnage, Lyndsey Gunnulfsen)
10. Degrees of Separation – 3:41 (Hands Like Houses, Harnage, Shomo, Gunnulfsen)
11. Grey Havens – 3:43 (Hands Like Houses, Beau Burchell)
12. Bloodlines – 3:11

## Formazione
Hands Like Houses
- Trenton Woodley – voce, tastiera, programmazione
- Matt "Coops" Cooper – chitarra solista
- Alexander Pearson – chitarra ritmica, cori
- Joel Tyrrell – basso, cori
- Matt Parkitny – batteria, percussioni

Produzione
- James Paul Wisner – produzione, ingegneria del suono, missaggio
- Erik Ron – produzione, ingegneria del suono, missaggio
- Mike Green – ingegneria del suono
- Blake Harnage – ingegneria del suono
- Andy VanDette – mastering

## Classifiche
| Classifica (2016)         | Posizione massima |
| ------------------------- | ----------------- |
| Australia                 | 7                 |
| Australia (digital)       | 4                 |
| Australia (physical)      | 12                |
| Stati Uniti               | 68                |
| Stati Uniti (alternative) | 7                 |
| Stati Uniti (digital)     | 20                |
| Stati Uniti (hard rock)   | 3                 |
| Stati Uniti (independent) | 6                 |
| Stati Uniti (rock)        | 9                 |